# Hovkamrerare
Hovkamrerare är en titel inom det svenska hovet för befattningshavare med i huvudsak ekonomiska uppgifter. Idag finns tre hovkamrerare vid Riksmarskalksämbetets ekonomifunktion. Förr var hovkamrerare dessutom en hederstitel som utdelades av konungen utan krav på tjänstgöring.